# Рулонное склеивание
Рулонное склеивание в твердом состоянии — процесс холодной сварки материалов с помощью плоской прокатки  листового металла.  Для проведения рулонного склеивания материала два или несколько слоев различных металлов вставляются через пары плоских роликов, находящихся под давлением, достаточным для того чтобы скрепить слои. Промышленный метод рулонной сварки был разработан и использован в Институте электросварки им. Е. О. Патона.

## Технология
В процессе сварки на металлические валики оказывается достаточно высокое давление, которое необходимо   для деформации свариваемого металла и уменьшения общей толщины слоя плакированного материала. Сопрягаемые поверхности должны быть предварительно подготовлены (очищены и обезжирены) для того, чтобы увеличить коэффициент трения и удалить имеющиеся оксидные слои.
Процесс сварки можно проводить при комнатной температуре или в тепле.  Тепловое воздействие применяется для предварительного нагрева листов перед прокаткой с целью повышения их пластичности и  прочности сварного шва.
Прочность рулонного склеивания зависит от выбора основных параметров процесса, в том числе условий прокатки (температуры листов, их толщины, скорости прокатки), условий предварительной вальцовки (температуры и времени отжига поверхности, подготовки к сварке и т.  д.) и от проведенной после прокатки термообработки.
Холодной сваркой можно соединять такие металлы, как алюминий, медь, свинец, цинк, никель, серебро, кадмий, железо.

## Применение
Рулонное склеивание находит применение для плакирования металлических листов, изготовления теплообменников для холодильного оборудования, для изготовления и монтажа вертикальных цилиндрических резервуаров и газгольдеров.  